# Posjtova plosjtsja

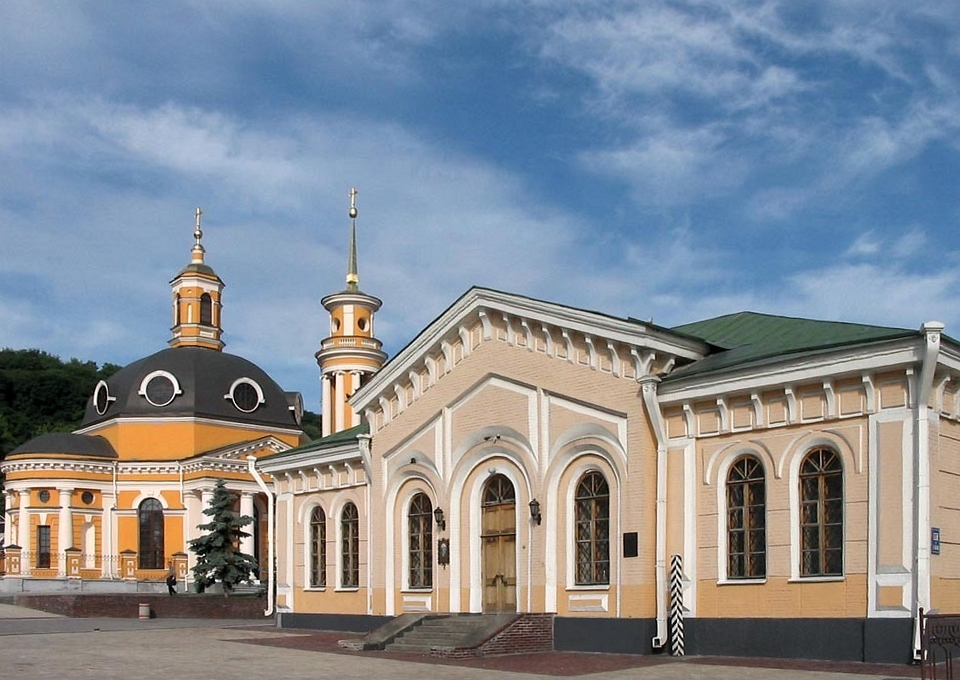
Posjtova plosjtsja

Posjtova plosjtsja (Oekraïens: Поштова площа), letterlijk Postplein, is een plein in Kiev. Het plein ligt in de historische handelswijk Podil, aan de oever van de Dnjepr, naast de haven van de stad. Archeologische vondsten duiden erop dat de plek reeds in de 4e eeuw bewoond was.
In de tijd van het Kievse Rijk bevond zich er volgens de kronieken een van de acht markten van de stad. Het plein is onder zijn huidige naam bekend sinds de eerste helft van de 18e eeuw, hoewel het poststation waarnaar het genoemd zou kunnen zijn pas in 1846 werd gebouwd. Het Posjtova plosjtsja werd ook wel Plosjtsja Rizdva (Kertmisplein) genoemd, vanwege de Kerk van de Geboorte van Christus, die er tussen 1810 en 1814 werd gebouwd en in de jaren 1930 werd gesloopt. In de jaren 1970 werd het plein tegelijk met de aanleg van een metrolijn heringericht en vergroot. Het poststation bleef als enige van de historische gebouwen behouden en is tegenwoordig in gebruik als galerie.
Op het plein komt een aantal van de oudste straten van Kiev samen, waaronder de Volodymyrskyj oezviz, de Borytsjiv oezviz en Sahajdatsjnoho voelytsja. Het benedenstation van de kabelspoorweg is er te vinden, evenals het metrostation Posjtova plosjtsja.